# Восточная Лебяжья
Восточная Лебяжья (в верхнем течении — Вычлай) — река в России, течёт по территории Ловозерского района Мурманской области. Устье реки находится в 30 км по левому берегу реки Лебяжья. Длина реки составляет 24 км, площадь водосборного бассейна 118 км².

## Данные водного реестра
По данным государственного водного реестра России относится к Баренцево-Беломорскому бассейновому округу, водохозяйственный участок реки — река Поной. Речной бассейн реки — бассейны рек Кольского полуострова и Карелии, впадает в Белое море.
Код объекта в государственном водном реестре — 02020000112101000006442.